# Gérard Freulet
Gérard Freulet, né le 24 juillet 1949 à Hornberg (RFA), est un homme politique français.

## Biographie
Ancien membre d'Ordre nouveau, il est candidat sur la liste MNR aux élections européennes de 1999.

## Détail des fonctions et des mandats
Mandat local
- 1997 - 2001 : Conseiller général du canton de Mulhouse-Nord

Mandat parlementaire
- 16 mars 1986 - 14 mai 1988 : Député du Haut-Rhin